# 互文性
互文性（英文：intertextuality）是指文本的意義由其他的文本所構成。作者將其他的文字借用和轉譯到創作之中，或者讀者在閱讀時參照其他的文本。互文性一詞在1966年由後結構主義學者茱莉亞·克莉斯蒂娃創造以來，多次被借用和轉譯。評論家Wiliam Irwin說：「對這個詞的歧見之多，幾乎和使用它的人數相當。從忠實地遵照 Kristeva 的原意，到只是將它當作是『引喻』和『影響』的時髦說法。」

## 互文性與後結構主義
茱莉亚·克莉斯蒂娃創造這個詞的用意，是為了綜合弗迪南·德·索緒爾的結構主義符號學以及Bakhtin 的對話主義，前者探討符號如何從文本的結構中產生意義，後者則研究不同文本(特別是小說)和詞組中的歧義現像。克莉斯蒂娃主張意義並非由作者傳達給讀者，而是由諸多其他文本傳授給作者和讀者的符碼（codes）所中介或過濾出來的，這種現象就被她稱為「互文性」。

## 與互文性競爭的詞語
互文性和结构主体有争议。